# Melchiorre Cirami
Melchiorre Cirami detto Rino (Raffadali, 31 agosto 1943) è un politico italiano.

## Biografia
Già pretore di Agrigento, alle elezioni Politiche del 21 aprile 1996 viene eletto al Senato della Repubblica per il Polo per le Libertà nel collegio uninominale di Agrigento. Inizialmente aderisce al Centro Cristiano Democratico, durante la legislatura passa nel 1998 all'UDR e nel 1999 confluisce nell'UDEUR, ma ritorna successivamente nel centrodestra con il CDU di Totò Cuffaro e Rocco Buttiglione.
Alle elezioni politiche del 2001, anziché nel proprio collegio di appartenenza, viene candidato ed eletto per la Casa delle Libertà nel vicino collegio di Sciacca. Secondo il quotidiano La Repubblica questo spostamento è stato determinato grazie a un interessamento diretto da parte di Silvio Berlusconi. Nella XIV Legislatura fa parte del gruppo dell'UDC.
In vista delle elezioni politiche del 2006, svolte con la nuova legge elettorale, rifiuta una candidatura in una posizione bassa nella lista elettorale dell'UDC, polemizzando con Pier Ferdinando Casini e i vertici del suo partito.

## Legge Cirami sul legittimo sospetto
Il nome di Rino Cirami è legato alla legge sul legittimo sospetto, detta appunto anche "legge Cirami", che consente la rimessione di un processo penale a un altro giudice, laddove sorga un dubbio fondato sull'imparzialità dell'organo giudicante. La norma è stata aspramente criticata dall'opposizione, in quanto ritenuta una delle leggi ad personam scritte appositamente per permettere di trasferire i processi che vedevano imputato il leader del centrodestra Silvio Berlusconi. La norma introdotta dalla legge Cirami è stata invocata dai difensori di Berlusconi e Previti nei processi che li vedevano imputati.